# Gift-Häubling
Der Gift-Häubling (Galerina marginata) – bisweilen auch Nadelholz-Häubling genannt, obwohl er auch Laubholz besiedelt – ist eine tödlich giftige Pilzart aus der Familie Hymenogastraceae.

## Merkmale

### Makroskopische Merkmale
Der Hut des Gift-Häublings ist dünnfleischig, bis zu 4 cm breit, anfangs gewölbt und später flach ausgebreitet. Feucht hat er eine honig-, ocker- bis gelbbraune Farbe und einen durchscheinend gerieften Hutrand. In der Varietät des „Überhäuteten Häublings“ (Galerina marginata var. autumnalis) ist der Hut bei feuchter Witterung klebrig und die Riefung gar nicht oder nur schwach ausgeprägt. Bei Trockenheit erscheint der Hut hingegen gelbbraun. Die Lamellen sind am Stiel gerade angewachsen oder laufen kurz daran herab, stehen gedrängt und sind schmal. Anfangs hellocker sind sie im Alter braun bis rostbraun gefärbt. Das Sporenpulver hinterlässt einen hellbraunen Abdruck. Der zylindrische Stiel hat eine weißfaserige Basis. Unterhalb der meist vergänglichen Manschette ist er mit einigen hellen Flocken besetzt und sieht längs seidig-faserig und silbrig glänzend aus. Das Fleisch im Hut ist gelblich und im Stiel dunkelbraun. Es riecht vor allem mehlartig, der Geruch wird jedoch auch als „muffig, widerlich und ähnlich wie faulendes Holz“ beschrieben.

### Mikroskopische Merkmale
Die mandelförmigen Sporen besitzen eine Plage. Sie sind etwa 10 × 6,5 Mikrometer groß. Cheilo- und Pleurozystiden sind vorhanden.

## Artabgrenzung

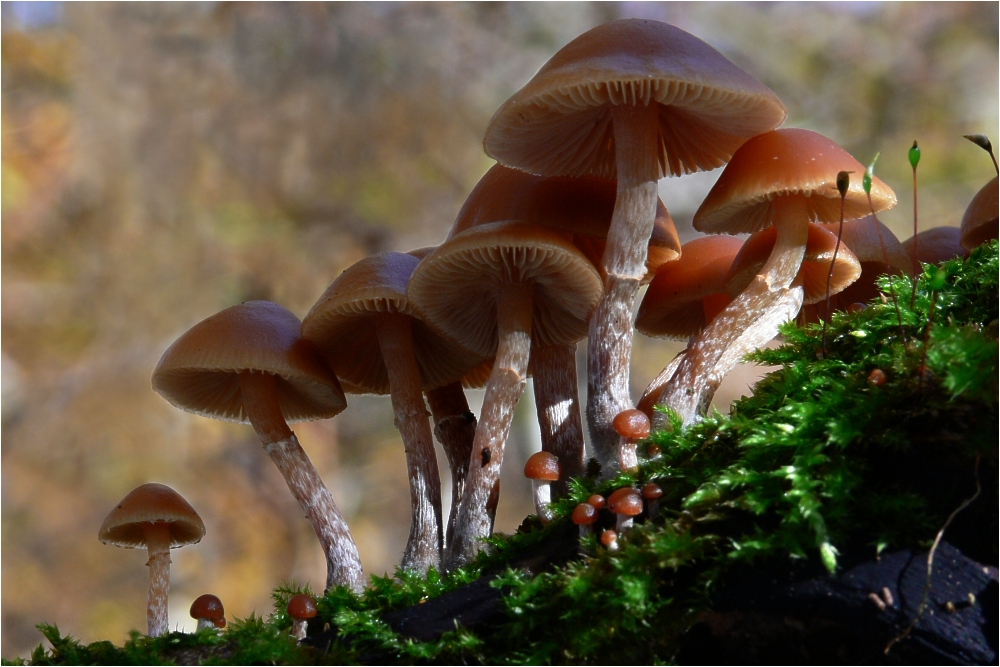
Gift-Häublinge mit dem bedeutendsten Unterschied zum essbaren Stockschwämmchen: silbrig überfaserte Stiele

Der Gift-Häubling kann mit dem beliebten Speisepilz Gemeines Stockschwämmchen (Kuehneromyces mutabilis) verwechselt werden. Lediglich anhand der Stielmerkmale lassen sich die beiden Arten mit bloßem Auge sicher unterscheiden. Der Gift-Häubling ist durch einen silbrig-längsfaserigen Stiel mit einem faserigen Ringbereich gekennzeichnet, wohingegen das Stockschwämmchen einen braunschuppigen Stiel mit einem häutigen Ring besitzt. Andere Trennmerkmale wie der mehlige Geruch des Gift-Häublings gelten als unsicher. Noch ähnlicher ist das Glattstielige Stockschwämmchen (Kuehneromyces lignicola), das nur mikroskopisch sicher unterschieden werden kann. Außerdem besteht eine große Ähnlichkeit mit anderen Häublingen und einigen Schwefelköpfen.

## Toxikologie
Die Giftstoffe des Gift-Häublings sind Amatoxine und ähneln somit denen des Grünen Knollenblätterpilzes. Die tödliche Dosis soll etwa bei 100–150 g Frischpilzen liegen. Erste Symptome treten etwa 5–12 Stunden nach dem Verzehr in Form von Diarrhoe, Erbrechen, Blutdruckabfall und Pulsanstieg auf. Das Gift schädigt die Leber. Das im Pilz nachweisbare Phalloidin spielt für die Vergiftung keine Rolle, da es bei oraler Aufnahme nicht in die Blutbahn gelangt. Siehe hierzu auch den Artikel über das Phalloides-Syndrom.

## Ökologie und Phänologie
Der Gift-Häubling lebt als Saprobiont von Totholz. Sein Pilzgeflecht steht stets mit Holz in Verbindung. Teilweise besiedelt er bereits sehr verrottetes Holz, oft an Nadelholz, was auch den Beinamen „Nadelholz-Häubling“ erklärt. Vor allem in tieferen Lagen ist er aber durchaus genauso häufig auf totem Laubholz zu finden. Es wurde bereits beobachtet, dass der Gifthäubling zusammen mit dem Stockschwämmchen an einem Stamm lebte. Der Gift-Häubling steht manchmal auf dem Boden, scheinbar ohne Kontakt zu Holz. Dann jedoch ist das Mycel im Boden mit vergrabenem Holz verbunden. Darüber hinaus gedeiht der Pilz auch auf Rindenmulch. Zumeist stehen die Fruchtkörper dann einzeln und weisen kaum Ähnlichkeiten mit Stockschwämmchen auf.
Er fruktifiziert meist büschelig, aber auch einzeln, von August bis Oktober.

## Verbreitung
In Mitteleuropa ist der Gift-Häubling weit verbreitet.